# Станкевич Ксенія Сергіївна
Ксенія Сергіївна Станкевич (нар. 28 січня 1996) — білоруська борчиня вільного стилю, дворазова бронзова призерка чемпіонатів Європи, бронзова призерка Всесвітніх ігор військовослужбовців.

## Життєпис
Боротьбою почала займатися з 2006 року. Закінчила Могильовське училище олімпійського резерву. Тренується під керівництвом, Сергія Мелькова.

## Спортивні результати на міжнародних змаганнях

### Виступи на Чемпіонатах світу
| Змагання                        | Збірна   | Вагова категорія          | Місце |
| ------------------------------- | -------- | ------------------------- | ----- |
| Чемпіонат світу з боротьби 2018 | Білорусь | жіноча боротьба, до 50 кг | 7     |
| Чемпіонат світу з боротьби 2019 | Білорусь | жіноча боротьба, до 50 кг | 12    |

### Виступи на Чемпіонатах Європи
| Змагання                         | Збірна   | Вагова категорія          | Місце  |
| -------------------------------- | -------- | ------------------------- | ------ |
| Чемпіонат Європи з боротьби 2018 | Білорусь | жіноча боротьба, до 50 кг | 5      |
| Чемпіонат Європи з боротьби 2019 | Білорусь | жіноча боротьба, до 50 кг | Бронза |
| Чемпіонат Європи з боротьби 2020 | Білорусь | жіноча боротьба, до 50 кг | Бронза |

### Виступи на Кубках світу
| Змагання                    | Збірна   | Вагова категорія | Місце |
| --------------------------- | -------- | ---------------- | ----- |
| Кубок світу з боротьби 2018 | Білорусь | команда          | 6     |

### Виступи на Чемпіонатах світу серед військовослужбовців
| Змагання                                                  | Збірна   | Вагова категорія          | Місце |
| --------------------------------------------------------- | -------- | ------------------------- | ----- |
| Чемпіонат світу з боротьби серед військовослужбовців 2018 | Білорусь | жіноча боротьба, до 50 кг | 8     |

### Виступи на Всесвітніх іграх військовослужбовців
| Змагання                                | Збірна   | Вагова категорія          | Місце  |
| --------------------------------------- | -------- | ------------------------- | ------ |
| Всесвітні ігри військовослужбовців 2019 | Білорусь | жіноча боротьба, до 50 кг | Бронза |

### Виступи на інших змаганнях
| Змагання                                     | Збірна   | Вагова категорія          | Місце  |
| -------------------------------------------- | -------- | ------------------------- | ------ |
| Турнір Олександра Медведя 2014               | Білорусь | жіноча боротьба, до 48 кг | 16     |
| Турнір Олександра Медведя 2015               | Білорусь | жіноча боротьба, до 48 кг | 16     |
| Гран-прі Німеччини з боротьби 2015           | Білорусь | жіноча боротьба, до 48 кг | 16     |
| Кубок Алроси 2015                            | Білорусь | жіноча боротьба, до 48 кг | 6      |
| Турнір Олександра Медведя 2016               | Білорусь | жіноча боротьба, до 48 кг | Бронза |
| Гран-прі Парижа з боротьби 2017              | Білорусь | жіноча боротьба, до 48 кг | 5      |
| Klippan Lady Open 2017                       | Білорусь | жіноча боротьба, до 48 кг | 18     |
| Відкритий чемпіонат Польщі з боротьби 2017   | Білорусь | жіноча боротьба, до 48 кг | 11     |
| Турнір Олександра Медведя 2017               | Білорусь | жіноча боротьба, до 48 кг | Золото |
| Київський Міжнародний турнір з боротьби 2018 | Білорусь | жіноча боротьба, до 50 кг | Бронза |
| Відкритий чемпіонат Польщі з боротьби 2018   | Білорусь | жіноча боротьба, до 50 кг | 10     |
| Klippan Lady Open 2019                       | Білорусь | жіноча боротьба, до 50 кг | 13     |
| Київський Міжнародний турнір з боротьби 2019 | Білорусь | жіноча боротьба, до 50 кг | 5      |
| Турнір Яшара Догу 2019                       | Білорусь | жіноча боротьба, до 50 кг | 10     |
| Турнір Олександра Медведя 2019               | Білорусь | жіноча боротьба, до 50 кг | Бронза |
| Турнір Маттео Пелліцоне 2020                 | Білорусь | жіноча боротьба, до 50 кг | 11     |

### Виступи на змаганнях молодших вікових груп
| Змагання                                       | Збірна   | Вагова категорія          | Місце  |
| ---------------------------------------------- | -------- | ------------------------- | ------ |
| Чемпіонат світу з боротьби серед кадетів 2011  | Білорусь | жіноча боротьба, до 43 кг | 12     |
| Чемпіонат Європи з боротьби серед кадетів 2012 | Білорусь | жіноча боротьба, до 43 кг | 10     |
| Чемпіонат світу з боротьби серед кадетів 2012  | Білорусь | жіноча боротьба, до 43 кг | 7      |
| Чемпіонат Європи з боротьби серед кадетів 2013 | Білорусь | жіноча боротьба, до 43 кг | Бронза |
| Кубок Фрейденфельдса серед юніорів 2013        | Білорусь | жіноча боротьба, до 44 кг | Золото |
| Чемпіонат світу з боротьби серед юніорів 2013  | Білорусь | жіноча боротьба, до 44 кг | 11     |
| Чемпіонат Європи з боротьби серед юніорів 2014 | Білорусь | жіноча боротьба, до 44 кг | Срібло |
| Чемпіонат світу з боротьби серед юніорів 2014  | Білорусь | жіноча боротьба, до 44 кг | 13     |
| Чемпіонат Європи з боротьби серед юніорів 2015 | Білорусь | жіноча боротьба, до 44 кг | Срібло |
| Чемпіонат світу з боротьби серед юніорів 2015  | Білорусь | жіноча боротьба, до 44 кг | Бронза |
| Чемпіонат Європи з боротьби серед юніорів 2016 | Білорусь | жіноча боротьба, до 44 кг | Срібло |
| Чемпіонат Європи з боротьби серед молоді 2017  | Білорусь | жіноча боротьба, до 48 кг | 5      |
| Чемпіонат світу з боротьби серед молоді 2017   | Білорусь | жіноча боротьба, до 48 кг | 9      |
| Чемпіонат Європи з боротьби серед молоді 2018  | Білорусь | жіноча боротьба, до 50 кг | Бронза |
| Чемпіонат світу з боротьби серед молоді 2018   | Білорусь | жіноча боротьба, до 50 кг | 10     |
| Чемпіонат Європи з боротьби серед молоді 2019  | Білорусь | жіноча боротьба, до 50 кг | Бронза |